# Melampsora abietis-canadensis
Melampsora abietis-canadensis är en svampart som beskrevs av C.A. Ludw. 1924. Melampsora abietis-canadensis ingår i släktet Melampsora och familjen Melampsoraceae.   Inga underarter finns listade i Catalogue of Life.